# Álvaro de Sande
Álvaro de Sande (Cáceres, 1489 – Milán, Italia, 1573), I marqués de la Piovera y comendador de la Orden de Santiago, fue maestre de campo, gobernador y capitán general español del Estado de Milán.

## Biografía
Hijo de Juan de Sande, segundo señor de Valhondo. Ingresó en la vida religiosa, pero luego pidió una dispensa papal para ponerse a las órdenes de Ferrante de Gonzaga, virrey de Sicilia.
Su bautismo de fuego se produjo en Túnez en 1535, donde destacó en los combates en La Goleta, causando una buena impresión a sus jefes y al emperador Carlos I. Finalizada la campaña, decide renunciar a la vida religiosa y seguir su vocación militar. En 1537 vuelve a las órdenes del virrey de Sicilia y se lo designa capitán de 600 soldados españoles, combatiendo en Túnez, donde captura una bandera al enemigo y protege el reembarque de las tropas españolas.
Por su actuación y pese a solo tener 23 años, se le da el mando del "Tercio de Diego de Castilla", compuesto por nueve compañías de soldados veteranos, que más tarde se conocería como el Tercio de Saboya.
En 1538 embarca con su Tercio en la flota de Andrea Doria, como parte de las fuerzas de la Liga Santa, para terminar con el dominio de los turcos en el Mediterráneo. La flota se dirige a Castelnuovo (hoy Herceg Novi en Montenegro), defendido por un impresionante castillo. Tropas del Tercio al mando de Álvaro de Sande asaltan el castillo, conquistándolo. Vuelven luego a Sicilia, dejando una guarnición al mando de Francisco de Sarmiento, que lo defendería heroicamente contra las fuerzas turcas de Jeireddín Barbarroja, en el llamado Sitio de Castelnuovo.
En 1540 los tercios son enviados a África en preparación de la ofensiva del emperador contra Argel. El Maestre de campo del "Tercio de Hicea" fallece, y Álvaro de Sande asume el mando de los dos tercios, capturando Monestir, Esaque, Susa, Xamilo y Xamel.
Álvaro de Sande y su tercio acuden después a la defensa de Perpiñán, asediada por el ejército del rey de Francia Francisco I.
En Flandes, Sande y su tercio acuden en 1543 a la conquista de Düren, donde Carlos V aniquila a las tropas del Guillermo V, duque de Cléveris. En aquella jornada, Álvaro de Sande arenga a su tercio con su frase: Hoy me veréis en Düren, vivo o muerto.
Posteriormente tomó parte en los más resonantes triunfos del ejército imperial: en el sitio y conquista de Landresi (Lanbrecy) en 1544, donde resulta gravemente herido al dirigir personalmente a sus soldados en el asalto de las murallas, pero a solicitud del emperador, pese a su heridas, continuó dirigiendo el ataque desde su lecho. Por los méritos logrados se le da su primer mando, ordenándosele la recuperación de Luxemburgo, para lo cual organiza una guerra de guerrillas debilitando al enemigo y permitiendo el triunfo del ejército al mando de Ferrante de Gonzaga.
En 1545, los nobles húngaros Podmaniczky János y Podmaniczky Rafael Budethin, se habían sublevado en el condado de Trencsén y con un ejército habían tomado varios castillos y amenazaban a Fernando I de Habsburgo, en ese momento rey de Hungría, el cual solicita ayuda a su hermano Carlos V. Es enviado Álvaro de Sande con su tercio, el cual es reforzado al llegar las tropas de Fernando I, conformando una fuerza de 8.000 soldados, con los cuales recuperan los castillos o plazas sublevadas.  
En 1546 durante la guerra de Esmalcalda producida por la sublevación de los príncipes protestantes alemanes que habían formado la Liga de Esmalcalda, Carlos V mandó llamar a Álvaro de Sande y sus tropas, los cuales recorrieron 450 kilómetros para llegar a Ratisbona, venciendo en Ulm y Nördlingen. También combaten en Neuburg, Landshut, Ulm, Ingolstadt y Rottenburg. Se destaca la infiltración de Álvaro de Sande, vestido de soldado alemán, junto a dos de sus hombres, para reconocer las defensas del enemigo, llevando la información al ejército del duque de Alba.

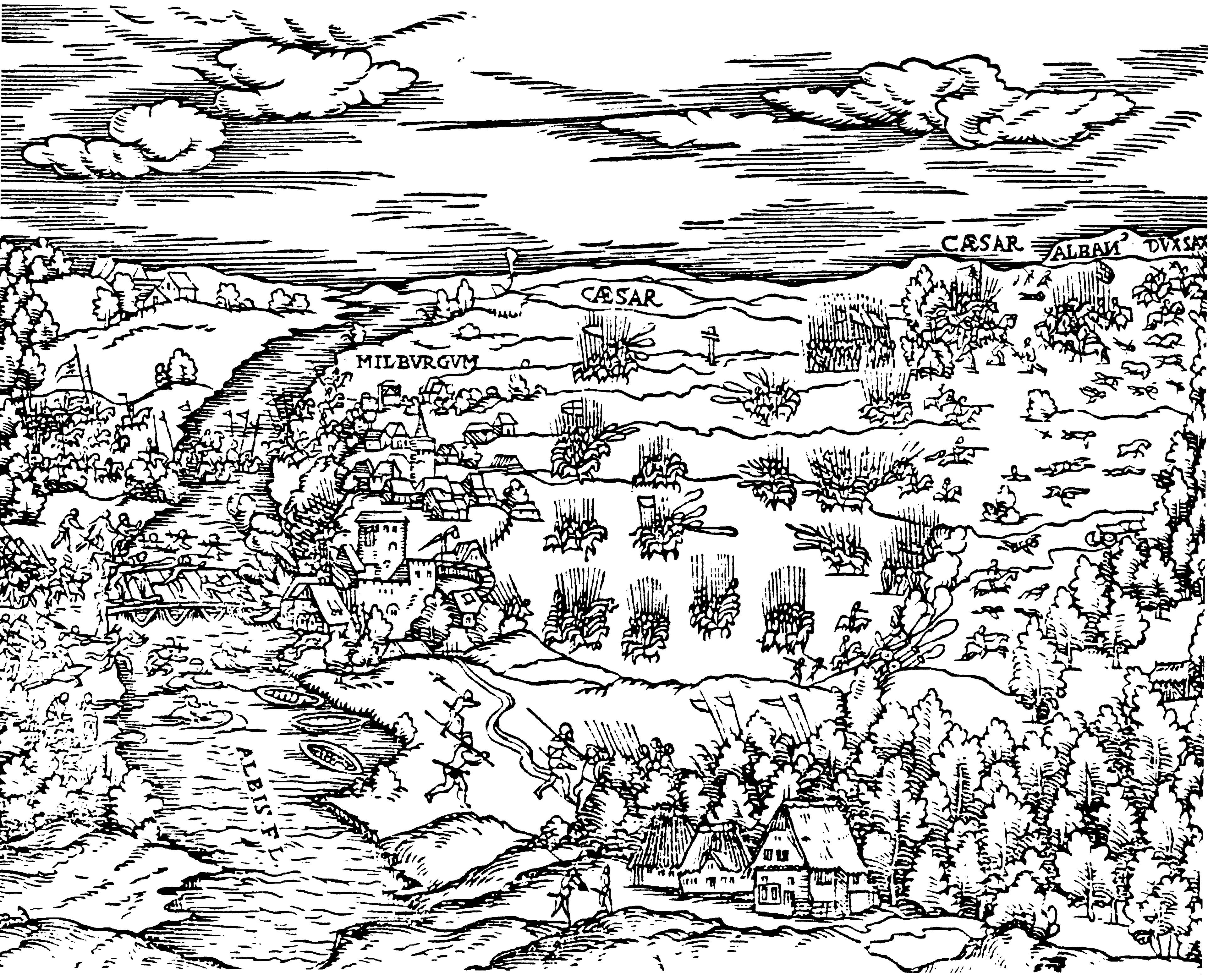
Batalla de Mühlberg, por Luis de Ávila y Zúñiga (1550). Álvaro de Sande y su tercio capturaron a Juan Federico I Elector de Sajonia, contribuyendo decisivamente a la victoria.

Es en la gran batalla de Mühlberg en 1549 donde obtuvo Sande un éxito militar importante al apresar los hombres de su tercio, "extremeños muchos de ellos", al derrotado Juan Federico I Elector de Sajonia, jefe de los protestantes y de la Liga de Esmalcalda.
Concluidas las campañas en Alemania, don Álvaro pasó a Italia, participando en numerosas campañas, como las de Parma, Lombardía, Asti y Ferrara. Fue nombrado gobernador de Corio y luego gobernador de la ciudad de Asti y del valle de Ferrara, logrando ser reconocido como Maestre de Campo General de todo el ejército imperial en Italia. Entre las batallas se encuentra la defensa de Ferrara por Sande y sus tropas, sitiada sin éxito durante seis meses por las fuerzas del mariscal Brissac, retirándose y expresando su reconocimiento. Álvaro de Sande permaneció en los tercios del Milanesado hasta las paces asentadas entre España y Francia en 1569, reinando ya Felipe II y muerto Carlos V.
A pesar de haber cumplido ya los 70 años, Sande se entregó con denodado esfuerzo a la empresa de liberar el Mediterráneo de piratas turcos. Tras sufrir la derrota del castillo de los Gelves, en la isla de Djerba, donde Álvaro de Sande al mando de unos 3.000 soldados y con suministros para un mes es sitiado por 40.000 turcos, fue hecho cautivo Sande por los turcos después del desastre y llevado a Constantinopla. Estuvo prisionero en la torre del mar Negro, hasta que fue rescatado por fin en 1565, después de cinco años de gestiones al más alto nivel, hechas por el rey de Francia y el ya emperador don Fernando, antiguo Rey de Romanos. Se pagaron 60.000 escudos de oro y quedó al fin libre para regresar a sus oficios y propiedad. 
Su última gran empresa fue en 1565, recién liberado, acudiendo en socorro de la sitiada isla de Malta, por el Imperio otomano. Finalizando el sitio, se le informó erróneamente a Lala Kara Mustafa Pasha, jefe de las fuerzas de tierra otomanas, que los refuerzos de los sitiados eran solo de 5.000 hombres. Entonces suspendió el embarco y se preparó para el combate. Viendo a los turcos acercarse, Álvaro de Sande, en punta de la vanguardia española, cargó sobre los turcos que iban a tomar posesión de una colina, con una única compañía de arcabuceros, sin esperar a ponerse la coraza o a recibir órdenes. Los desmoralizados turcos, asombrados por el ímpetu del ataque y creyendo que se les venían encima todas las huestes de la Monarquía Católica, dieron media vuelta y huyeron, siendo acuchillados hasta que se embarcaron. El 12 de septiembre desaparecía en el horizonte la última vela turca.

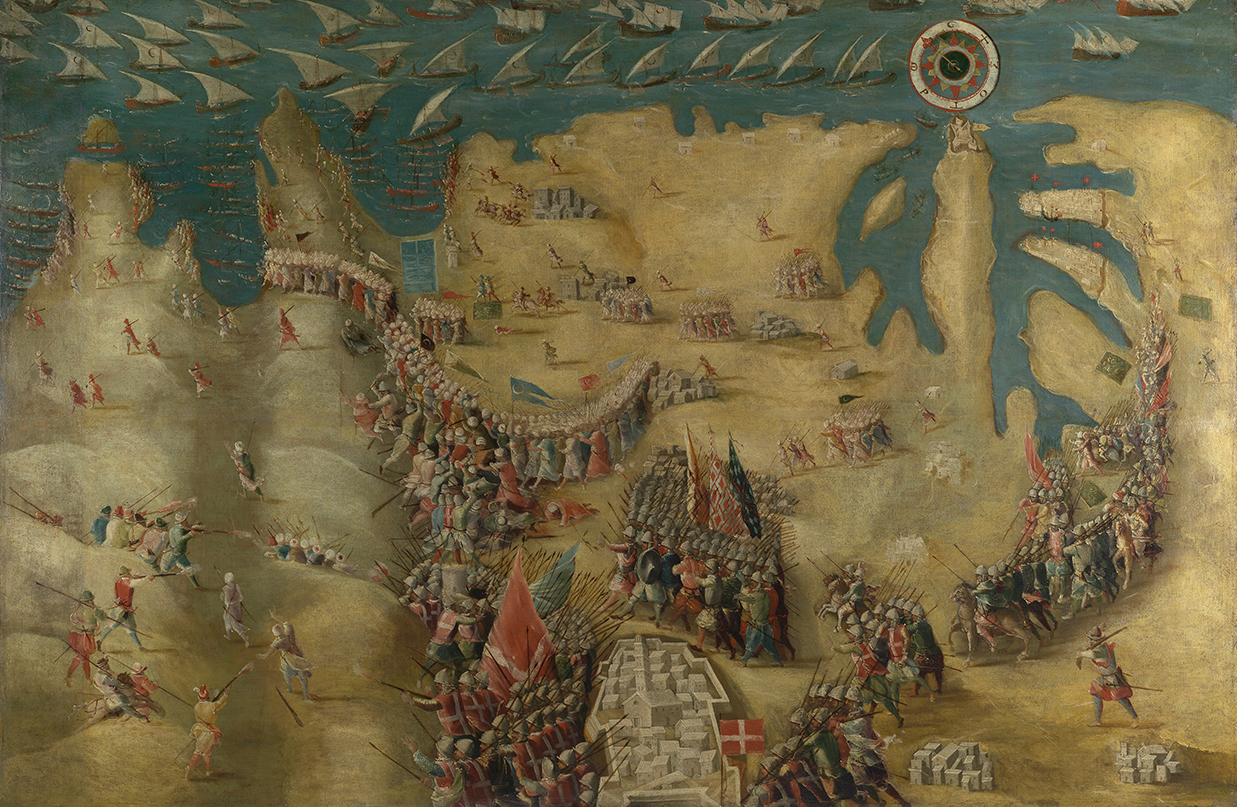
Huida de los turcos del sitio de Malta, según Mateo Pérez de Alesio.

También envía sus tropas a la batalla de Lepanto, siendo un miembro importante del consejo asesor para la misma.
Felipe II premió sus servicios concediéndole el señorío de Valdefuentes y el título de Marqués de la Piovera. Posteriormente el 20 de agosto de 1616, Felipe III de España le concedería el título de marqués de Valdefuentes a su nieto Álvaro de Sande, en reconocimiento de los méritos de su abuelo don Álvaro. Según la carta de concesión del título de marqués, dice: "... así en la batalla en la que fue preso el Duque de Sajonia, de que el dicho Marqués fue autor ...".
Miguel de Cervantes, cuyo padre Rodrigo era amigo de muchos años de Álvaro de Sande, hizo que fuera incorporado a las filas del "Tercio de Nápoles".   
En 1571 ostentaba el cargo de gobernador de Milán, lugar donde murió en 1573.

## Escudo de armas

Escudo de armas de Álvaro de Sinde

En campo de plata, un águila de sable coronada de oro. El escudo timbrado con una corona de marqués y adornado con seis estándares y seis banderas de enemigos de la corona.
| Predecesor: Gabriel III de la Cueva y Girón | Gobernador del Milanesado 1571 - 1572 | Sucesor: Luis de Requesens y Zúñiga |